# Makiko
Makiko là một cái tên dành cho nữ của Nhật Bản. Những người đáng chú ý có tên bao gồm:
- Esumi Makiko (sinh năm 1966), người mẫu, diễn viên, nhà văn, nhà tiểu luận và nhà viết lời Nhật Bản
- Fujino Makiko (sinh năm 1949), chính trị gia Nhật Bản của Đảng Dân chủ Tự do
- Furukawa Makiko (sinh năm 1947), cựu vận động viên bóng chuyền Nhật Bản
- Horai Makiko (sinh năm 1979), cựu vận động viên bóng chuyền Nhật Bản
- Ito Makiko (伊藤 真貴子? sinh năm 1973), vận động viên chạy đường dài Nhật Bản
- Kikuta Makiko (sinh năm 1969), chính trị gia Nhật Bản của Đảng Dân chủ Nhật Bản
- Kuno Makiko (sinh năm 1967), nữ diễn viên Nhật Bản
- Nagaya Makiko (長屋 真紀子? sinh năm 1955), vận động viên trượt băng tốc độ Nhật Bản
- Moto Makiko (sinh năm 1973), nữ diễn viên lồng tiếng từ Kurashiki, tỉnh Okayama, Nhật Bản
- Tanaka Makiko (sinh năm 1944), chính trị gia Nhật Bản, con gái của cựu Thủ tướng Kakuei Tanaka
- Tomita Makiko (sinh năm 1991), cầu thủ bóng bầu dục người Nhật Bản
- Watanabe Makiko (渡辺 真起子? sinh năm 1968), nữ diễn viên Nhật Bản
- Yoshida Makiko (吉田 真希子? sinh năm 1976), người vượt rào Nhật Bản

## Nhân vật hư cấu
- Nagi Makiko, một nhân vật trong bộ truyện tranh Tenjho Tenge